# Прапор Здвижівки
Прапор Здвижівки — офіційний символ-прапор с Здвижівки (Бородянського району Київської області), затверджений рішенням № 23-39-VII Здвижівської сільської ради від 12 березня 2020 року.

## Опис прапора
Опис надається згідно рішенню від № 23-39-VII Здвижівської сільської ради від 12 березня 2020 року.
|  | "Полотнище зі співвідношенням сторін 2:3; складається з трьох горизонтальних смуг - червоної, поділеної вертикально та горизонтально на синьо-білу та біло-синю, зеленої - 4:2:4." |

## Опис муніципального прапора
Опис надається згідно рішенню від № 23-39-VII Здвижівської сільської ради від 12 березня 2020 року.
|  | "Полотнище зі співвідношенням сторін 2:3; складається з трьох горизонтальних смуг - червоної, поділеної вертикально та горизонтально на синьо-білу та біло-синю, зеленої - 4:2:4. В центрі розміщено герб Здвижівки герб села Здвижівка" |

## Опис штандарта
Опис надається згідно рішенню від № 23-39-VII Здвижівської сільської ради від 12 березня 2020 року.
|  | "Полотнище зі співвідношенням сторін 1:1; складається з трьох горизонтальних смуг - червоної, поділеної вертикально та горизонтально на синьо-білу та біло-синю, зеленої - 4:2:4. В центрі розміщено герб Здвижівки герб села Здвижівка" |

Автори проекту символіки: Олександр Кандауров, Михайло князь Іашвілі-Шубін.

## Джерело
- Рішення № 23-39-VII Здвижівської сільської ради від 12 березня 2020 року. «Про затвердження символіки територіальної громади с. Здвижівка Бородянка Бородянського району Київської області».